# 2386 Nikonov
2386 Nikonov eller 1974 SN1 är en asteroid i huvudbältet som upptäcktes den 19 september 1974 av den ryska astronomen Ljudmila Tjernych vid Krims astrofysiska observatorium på Krim. Den har fått sitt namn efter Vladimir Nikonov.
Asteroiden har en diameter på ungefär 11 kilometer och den tillhör asteroidgruppen Gefion.